# Ten Out of 10
Ten out of 10 is een studioalbum uit 1981 van 10cc.
Het platenlabel Warner Brothers Records, dat de distributie verzorgde in de Verenigde Staten wilde een langspeelplaat die wat meer tegemoetkwam aan de eisen van de Amerikanen. In Amerika waren de laatste albums en singles nauwelijks succesvol, daar wilden ze verandering in brengen. Achteraf gezien konden Stewart en Gouldman het daar wel mee eens zijn; de albums waren nog wel goed, maar de fut was er een beetje uit. Warner Brothers schoof op initiatief van Lenny Waronker Andrew Gold naar voren. Vooral Graham Gouldman had daar wel oren na. 10cc vertrok naar de States om een aantal liedjes op te nemen, maar uiteindelijk liep de samenwerking stuk op het werken op twee continenten. Gouldman en Gold zouden later een redelijk succesvol duo vormen onder de naam Wax.
De Europese persing van het album bevatte de opgenomen liedjes onder Gold niet, er verscheen echter een aparte Amerikaanse versie van het album waarbij er een aantal liedjes van Gold zijn opgenomen. De nummers van de Europese persing zijn opgenomen in de twee Strawberry Studios Noord en Zuid, de ene in Stockport, de andere in Dorking.
10cc was ten opzichte van het vorig album weer gedecimeerd tot de twee basisleden (5cc) Eric Stewart en Graham Gouldman, aangeduid met Eric en Graham. Andere overblijver was Paul Burgess, die consequent met de volledige naam werd aangeduid om duidelijk te maken dat hij geen vast onderdeel (meer) was van de band. Op vorige albums werd hij wel aangeduid met Paul. Van het vorig album speelde voorts alleen nog Rick Fenn op slechts twee nummers mee. Nieuweling was Vic Emerson, de toetsenist van Sad Café.

## Musici
- Eric Stewart, zang, gitaar, toetsinstrumenten
- Graham Gouldman – zang, basgitaar

met
- Paul Burgess – slagwerk
- Vic Emerson – toetsinstrumenten
- Rick Fenn – gitaar op Don't Ask, Action Man
- Marc Jordan – toetsinstrumenten, achtergrondzang
- Lenni Crookes – saxofoon op Don't Turn Me Away
- Simon Phillips – drums op Survivor.

## Muziek
| Nr. | Titel                                         | Duur |
| --- | --------------------------------------------- | ---- |
| 1.  | Don't Ask (Gouldman)                          | 4:03 |
| 2.  | Overdraft in Overdrive (Stewart, Gouldman)    | 3:24 |
| 3.  | Don't Turn Me Away (Stewart)                  | 5:01 |
| 4.  | Memories (Stewart, Gouldman)                  | 4:28 |
| 5.  | Notell Hotel (Stewart, Gouldman)              | 4:57 |
| 6.  | Les Nouveaux Riches (Stewart)                 | 5:11 |
| 7.  | Action Man in Motown Suit (Stewart, Gouldman) | 4:47 |
| 8.  | Listen with Your Eyes (Stewart, Gouldman)     | 3:12 |
| 9.  | Lying Here with You (Gouldman)                | 3:21 |
| 10. | Survivor (Stewart, Gouldman)                  | 5:50 |

| Nr. | Titel                                               | Duur |
| --- | --------------------------------------------------- | ---- |
| 1.  | Don’t Ask (Gouldman)                                | 4:03 |
| 2.  | The Power of Love (Gold, Stewart, Gouldman)         | 4:15 |
| 3.  | Les Nouveaux Riches (Stewart)                       | 5:11 |
| 4.  | Memories (Stewart, Gouldman (USA-mix))              | 4:28 |
| 5.  | We've Heard It All Before (Gold, Stewart, Gouldman) | 3:37 |
| 6.  | Don't Turn Me Away (Stewart)                        | 5:07 |
| 7.  | Notell Hotel (Stewart, Gouldman)                    | 4:57 |
| 8.  | Overdraft in Overdrive (Stewart, Gouldman)          | 3:24 |
| 9.  | Tomorrow's World Today (Gouldman)                   | 3:16 |
| 10. | Runaway (Gold, Stewart, Gouldman)                   | 4:04 |

## Hitlijsten
Terwijl toch zo gepland, haalde het album de albumlijsten van Engeland en de Verenigde Staten juist niet. In Nederland verkocht het matig (4 weken in de lijst met hoogste plaats 41). In Zweden (1 week op plaats 24) en Noorwegen (12 weken met hoogste plaats 17) haalde het wel de lijsten.

## Hitnotering

### NederlandseAlbum Top 100
| Hitnotering: 09-01-1982 t/m 30-01-1982 | Hitnotering: 09-01-1982 t/m 30-01-1982 | Hitnotering: 09-01-1982 t/m 30-01-1982 | Hitnotering: 09-01-1982 t/m 30-01-1982 | Hitnotering: 09-01-1982 t/m 30-01-1982 | Hitnotering: 09-01-1982 t/m 30-01-1982 |
| Week                                   | 01                                     | 02                                     | 03                                     | 04                                     |                                        |
| -------------------------------------- | -------------------------------------- | -------------------------------------- | -------------------------------------- | -------------------------------------- | -------------------------------------- |
| Nummer                                 | 47                                     | 45                                     | 41                                     | 46                                     | uit                                    |

Graham Gouldman · Eric Stewart · Kevin Godley · Lol Creme

Paul Burgess · Rick Fenn · Stuart Tosh · Duncan Mackay · Tony O'Malley